# Joni Kauko
Joni Kauko (født 12. juli 1990) er en finsk professionel fodboldspiller, der spiller som midtbanespiller for den indiske klub Mohun Bagan og repræsenterer Finlands landshold. Kauko blev født i Turku, Finland, hvor han spillede for det lokale ungdomshold, inden han begyndte sin seniorkarriere i Inter Turku som 17-årig i 2008. 
Kauko fik sin internationale debut for Finland i januar 2012 i en alder af 21 år. Han var en fast del af holdet, der vandt League C gruppe 2 i UEFA Nations League 2018-19.

## Klubkarriere

### Randers
I juli 2016 underskrev Kauko en toårig kontrakt med den danske klub Randers FC.

### Esbjerg
I 28. juni 2018 underskrev Kauko en kontrakt med Esbjerg fB for Superligaen 2018-19.